# Лео Рохас
Хуан Леонардо Сантиян Рохас (на испански: Juan Leonardo Santillán Rojas), по-известен с псевдонима Лео Рохас, е музикант и изпълнител на панфлейта от Еквадор, победител от 5-и сезон на телевизионното предаване Дас Суперталент (немската версия на Британия Търси Талант).
Рохас предприема пътуване до Испания през 2000 година, но семейството му остава в Еквадор. Често ходи до Германия, за което си изкарва туристическа виза. Женен е за полякиня, с която живеят в Берлин, и припечелва като уличен музикант. Един случаен минувач го информира, че съществува предаване за таланти, наречено Дас Суперталент. Регистрира се за участие за петия сезон – през 2011 г., и се класира за последната част от състезанието. Неговата интерпретация на El cóndor pasa на панфлейта и други южноамерикански инструменти го извеждат през полуфиналите. След нея се среща отново с майка си от Еквадор, което довежда до емоционално представяне. На финала на 17 декември 2011 г. Рохас изсвирва инструменталната творба на Джеймс Ласт, The Lonely Shepherd, която през 1977 г. става хит с изпълнението на Ласт и Георге Замфир. Резултатът е поразителна победа в състезанието.
Неговата победна песен бива издадена след състезанието и по Коледа се пласира на 48-о място в Класацията за продажби в Германия. На 27 януари 2012 г. неговият първи албум с познати инструментални версии бива издаден под името Spirit of the Hawk. Той е продуциран от Дитер Болен и стига Топ 5 на класациите в немскоезичните страни, като до края на месец февруари реализира златен статут в Германия.

## Дискография

### Албуми
- Spirit of the Hawk – 2012
- Flying Heart – 2012
- Albatross – 2013
- Das Beste –  2015
- Leo Rojas – 2017
- Leo Rojas & Gheorghe Zamfir Greatest Hits – 2022

### Сингли
- Einsamer Hirte – 2011
- El cóndor pasa – 2012
- Nature Spirits – 2017
- Dusk – 2017
- Indian Fire – 2018
- Warrior of Freedom – 2018
- Hope – 2020